# Vila Gustava Šebora
Vila Gustava Šebora je rodinná vila v Praze na Smíchově v ulici Na Hřebenkách.

## Historie
Funkcionalistickou vilu pro ředitele litvínovských chemických závodů Gustava Šebora navrhl v roce 1938 architekt Jacques Groag, žák architekta Adolfa Loose. Plány vyhotovené 21. února 1938 signovala dvojice J. Kubín a J. Lášek, která dům i postavila; Groag je podepsán na kolaudačním rozhodnutí.
Po skončení druhé světové války patřila vila diplomatické správě a bydleli v ní diplomaté z Belgie a Francie. Po roce 1989 byl dům v restituci vrácen potomkům původního majitele. Kolem roku 2004 ukončil majitel diplomatické správě užívání a dům prodal. Od té doby objekt chátrá.

## Popis
Vila stojí ve starší vilové zástavbě na svažitém pozemku orientovaném k jihu. Vstup do domu v nice je obložen travertinovými deskami.
Uliční průčelí je jednoduché, funkční, s výrazně jednoduchým portikem, průčelí do zahrady je členěno dlouhou terasou se zábradlím.